# Menno (Dakota du Sud)
Menno est une ville du Dakota du Sud, aux États-Unis.

## Géographie
Située dans le comté de Hutchinson, dans le sud-est de l'État, Menno s'étend sur un territoire de 0,52 milles carrés (1,35 km2), à 405 m d'altitude. La ville est traversée par l'autoroute 18.

## Démographie
| 1880 | 1890 | 1900 | 1910 | 1920 | 1930 |
| ---- | ---- | ---- | ---- | ---- | ---- |
| 52   | 413  | 556  | 621  | 918  | 909  |

| 1940 | 1950 | 1960 | 1970 | 1980 | 1990 |
| ---- | ---- | ---- | ---- | ---- | ---- |
| 966  | 868  | 837  | 796  | 793  | 768  |

| 2000 | 2010 | - | - | - | - |
| ---- | ---- | - | - | - | - |
| 729  | 608  | - | - | - | - |

Au recensement de 2010, la population de Menno s'élevait à 608 habitants.

## Histoire
La ville est fondée en 1879. Lorsque les panneaux des gares sont installés, les villes de Menno et Freeman voient leur nom inversé. Menno, qui aurait dû s'appeler Freeman en l'honneur de l'un de ses premiers habitants, doit son nom à l'importante communauté mennonite qui habitait alors l'actuelle Freeman.
Un bureau de poste y a été établi en 1880 et la ville a été incorporée en 1910.